# Lex Salpensa
La Lex Salpensana o ley de Salpensa es una carta municipal romana, correspondiente al municipio de Salpensa (Utrera, Sevilla, España) del Convento Hispalense en la provincia romana de la Bética, resultado de las alteraciones sufridas por la Lex Flavia Municipal otorgada por Domiciano a los municipios hispánicos en torno al año 90.

## Concepto
Hispania ha sido considerada el más antiguo laboratorio de romanización desde el 218 a. C. hasta la concesión en masa del "ius latium" por Vespasiano por su Edicto de Latinidad. Territorio urbanizado con integración de la élite local y romanización progresiva, hace pensar que a finales de la primera centuria d. C. el derecho latino era prácticamente equivalente al derecho romano.
La Lex Salpensana fue promulgada por el emperador Domiciano a Salpensa, municipio cercano a Utrera, entre los años 81 y 84 para aplicar la concesión de latinidad. Esta ley, contiene su organización política, administrativa y judicial con arreglo al "Ius Latii" que Vespasiano les concedió. De dicha ley se conservan 9 capítulos, otorgada por los magistrados, los generales vencedores o el propio emperador cuando la asamblea del pueblo les delegaba sus funciones legislativas. El más importante es el que regula la concesión de la ciudadanía romana a aquellos latinos que hubieran desempeñado magistraturas municipales. 
Establecía que el Duoviri que se ausentara por más de un día debía designar un praefectus municipio relictus, que debía ser un decurión mayor de 35 años.
Proviene de la ciudad latina de Salpensa (Facialcázar) y está escrita en una tabla de bronce. Fue encontrada en las inmediaciones de Málaga, junto con la ley de esta ciudad, la Lex Flavia Malacitana, en 1851. Se conserva en el museo arqueológico nacional de Madrid junto a muchas otras leyes dadas en esta época.

## Precedentes
Durante la República hasta los tiempos de Augusto, Roma era muy reacia a conceder la ciudadanía. Esta situación cambió 
y se concedió la ciudadanía romana a todos o casi todos los habitantes del Imperio.
En Hispania, en los primeros siglos la población se dividía en ciudadanos, peregrinos, latinos y esclavos:

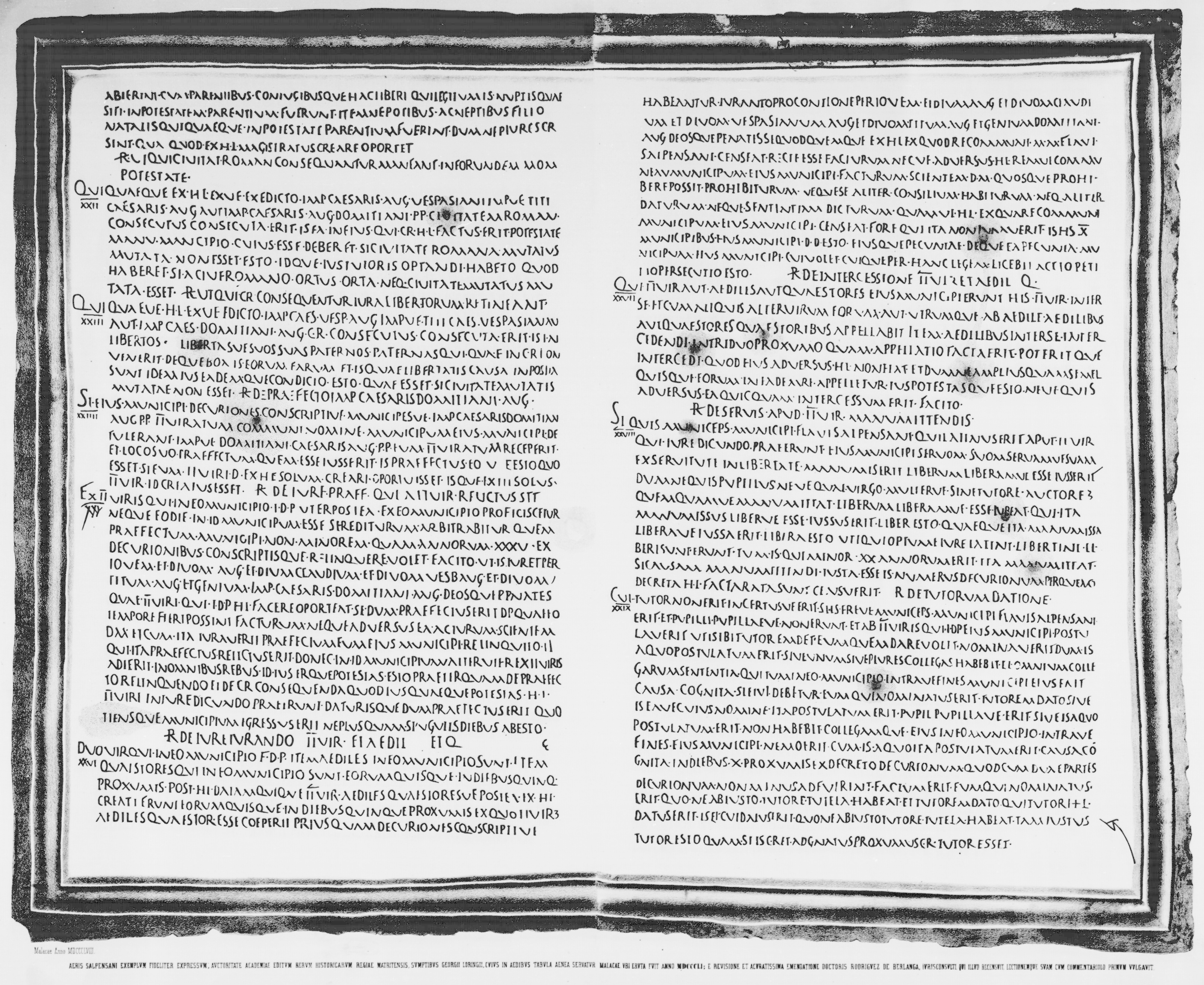
Lex Salpensana: Reproducción de 1858.

- Ciudadanos: participan directamente dentro del Derecho Romano. Son los llamados "cives". Antes las clases sociales se dividían entre patricios y plebeyos. El principal criterio social en esta época era la riqueza, no como anteriormente que era la posición social de la familia. Pueden acceder a las magistraturas reales.

- Latinos: proceden del Lacio (Italia), se les concede una participación en el Derecho Romano, a excepción de la incursión en las actividades políticas. Tampoco se les reconoce el Derecho Matrimonial ("Ius connubii").

- Peregrinos: son extranjeros, es decir, no provienen de los dominios pertenecientes a Roma. No se rigen por el Derecho Romano sino por el derecho de gentes ("Ius gentium"), es decir, por sus propias costumbres autóctonas. Ofreciendo un servicio a la República, pueden llegar a formar parte del Derecho Romano y dejando atrás el Derecho de Gentes.

- Esclavos: en esta época son considerados como cosas, no como personas. Normalmente son presos de guerras vendidos en los mercados.

Pero a partir del año 73 desaparecen los peregrinos ya que estos se convierten en latinos debido a que Vespasiano otorga ese año la ciudadanía latina a Hispania. Esta se conseguía mediante las concesiones de latinidad que significaba que todos los ciudadanos de la Península se iban a regir por el Derecho Latino ("Ius Latii"). El proceso de romanización en Hispania fue especialmente intenso y temprano.
Unos años más tarde, se redactaron algunas leyes para regular cláusulas de recompensa con la ciudadanía romana a aquellos ciudadanos latinos que habían desempeñado ciertos cargos a favor del Imperio. Estas leyes eran la Lex Flavia Malacitana, Lex Salpensana y Lex Irnitana. Estas cláusulas tan generosas hicieron que en pocas décadas en las ciudades latinas hubiese muchísimos ciudadanos romanos.
A partir del Edicto de Caracalla del 212 se otorga la ciudadanía romana a todos o casi todos los habitantes del Imperio. Aunque en Hispania este hecho tuvo poca importancia ya que la mayor parte de la población ostentaba ya la ciudadanía romana.

## Tema
Se conservan los artículos entre el 21 y el 29, que hacen referencia a la adquisición de la ciudadanía por aquellos que desempeñan magistraturas municipales, así como a la regulación de aspectos tales como el juramento y el derecho a veto (intercessio) de los mismos magistrados o formas de manumisión. El más destacado es el artículo que regula la concesión de la ciudadanía romana a aquellos latinos que hubieran desempeñado magistraturas municipales.

## Situación
Estas tablas de la ley solían colocarse en un lugar destacado en edificios públicos, pues constituían el centro político y religioso de las ciudades, con el fin de que todos los ciudadanos conocieran las normas que regían aquella sociedad.

## Teorías
Existen varias teorías acerca de como llegó la ley de Salpensa a Málaga. Rodríguez Berlanga sostiene que dichas tablas llegaron a Málaga al retirarse los salpensanos de su ciudad bajo la presión de las invasiones godas, mientras que Mommsen, por su parte, afirma que el bronce de Salpensa llegó a Málaga para corregir un error de las leyes de dicha ciudad.